# سیارک ۱۶۹۱۵
سیارک ۱۶۹۱۵ (به انگلیسی: 16915 Bredthauer، نامگذاری:1998FR10) شانزده هزار و نهصد و پانزدهمین سیارک کشف شده‌است که در ۲۴ مارس ۱۹۹۸ کشف شد.
قدر مطلق سیارک برابر ۴۸.۹ است.